# Petrus Arvidi
Petrus Arvidi var en svensk präst i Förlösa församling och skolmästare i Linköping och Kalmar. 

## Biografi
Petrus Arvidi tog magistern. År 1550 blev han skolmästare i Linköping och 7 oktober 1555 i Kalmar. Arvidi blev 1558 kyrkoherde i Förlösa församling, Förlösa pastorat. Mellan 1564 och 1565 var han hospitalspredikant i Kalmar. Arvidi var även organist i Kalmar domkyrkoförsamling.